# Coloradoite
La coloradoite è un minerale.